# Beatrix von Schwaben
Beatrix von Schwaben (* April/Juni 1198; † 11. August 1212 in Nordhausen) war als Gemahlin des Kaisers Otto IV. für drei Wochen römisch-deutsche Kaiserin.

## Leben

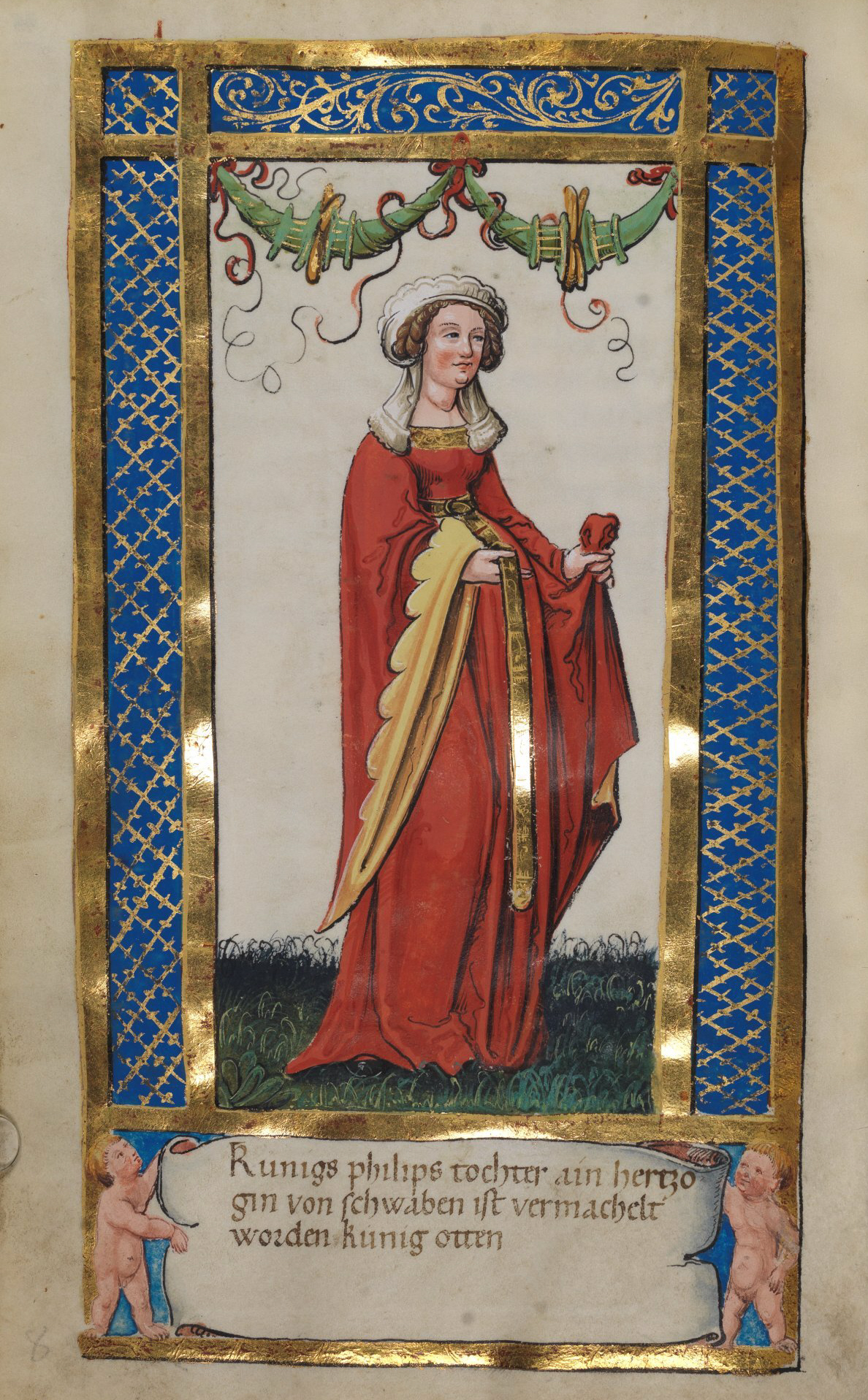
Beatrix, Idealbildnis im Weingartener Stifterbüchlein, um 1510

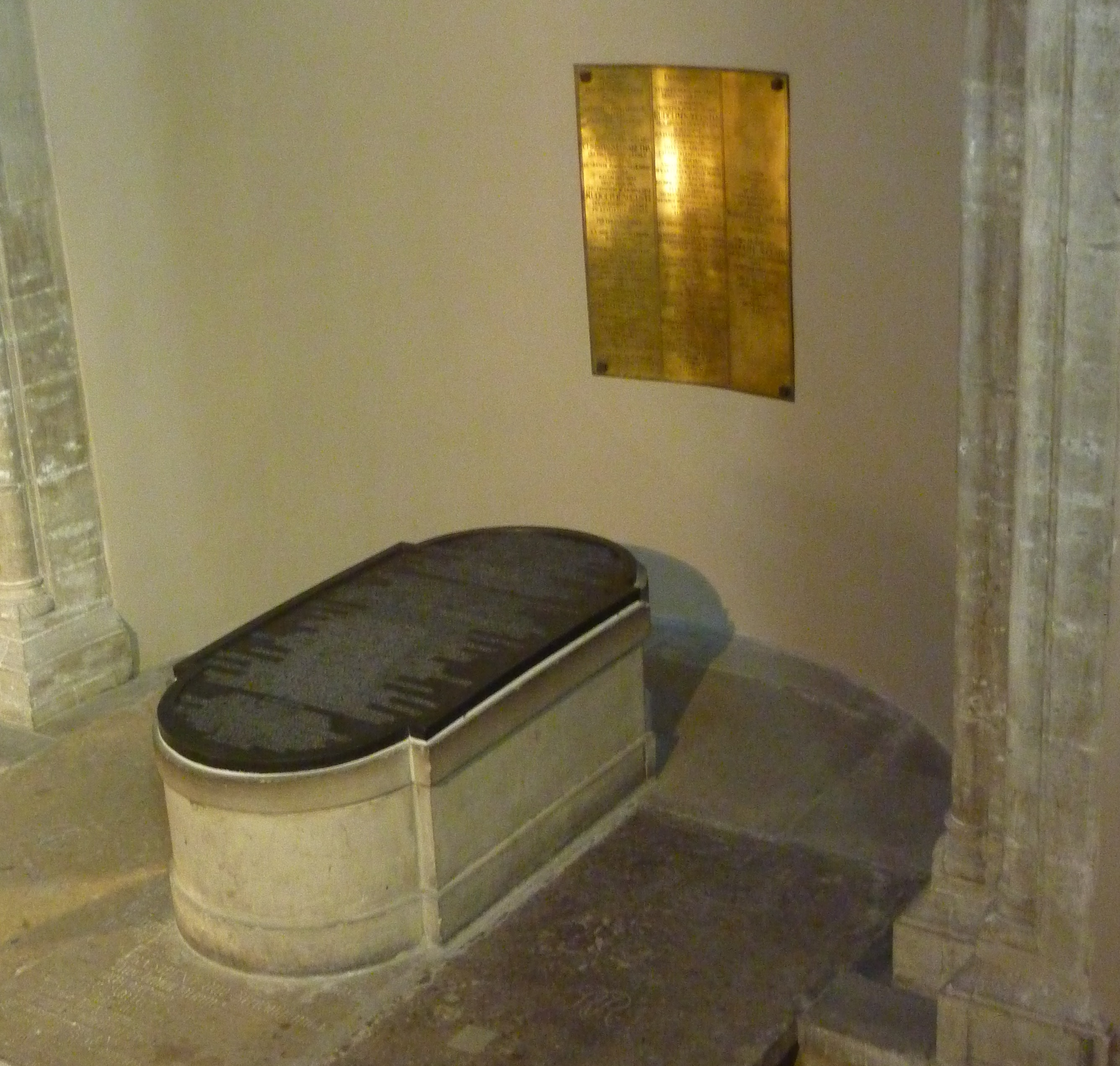
Welfentumba im Braunschweiger Dom

Beatrix war die älteste Tochter des deutschen Königspaares Philipp von Schwaben aus der Dynastie der Staufer und Irene (Maria) von Byzanz. 1203 bot ihr Vater sie dem Papst Innozenz III. zur Verlobung mit dessen Neffen an. Dieser Versuch, eine Versöhnung der Staufer mit den Päpsten zu erreichen, scheiterte jedoch. 1208 bot Philipp sie seinem Gegenkönig Otto IV., einem Welfen, zur Vermählung an. Er wollte den 1206 bei Wassenberg besiegten Widersacher nach zehnjähriger Fehde befrieden. Otto IV. nahm das Angebot an – nach der Ermordung ihres Vaters Philipp im Juni 1208 und dem Tod ihrer Mutter (Königin Irene starb bei der Frühgeburt ihres achten Kindes) im August desselben Jahres, und verlobte sich im Jahre 1209 mit der noch Minderjährigen.
Beatrix hatte über ihren Großvater Friedrich I. Barbarossa und ihre Urgroßmutter Judith Welf mit Heinrich dem Schwarzen denselben Welfen als Ururgroßvater, der über Ottos IV. Vater Heinrich der Löwe und seinen Großvater Heinrich der Stolze Ottos Urgroßvater war. Wegen dieser Verwandtschaft war die päpstliche Genehmigung für eine Heirat einzuholen; sie wurde zum 24. Mai 1209 erteilt. Allerdings verlangte der Papst im Gegenzug die Finanzierung von zwei Kirchen. Da Otto wie sein anderer Urgroßvater Lothar von Supplinburg den Zisterziensern nahestand, spendete er für die Klosterkirche von Walkenried (gegründet 1127, gotischer Kirchenneubau ab 1209) und die Klosterkirche Riddagshausen (gegründet 1145; Kirchenneubau ab 1216).
Erst am 22. Juli 1212 konnte Kaiser Otto IV. die inzwischen heiratsfähige 14-Jährige in Nordhausen ehelichen. Die Ehe mit der Enkelin Barbarossas diente der Legitimation von Ottos Herrschaft, nachdem im Jahr zuvor Friedrich II., Enkel Barbarossas und Sohn Heinrichs VI., zum Gegenkönig erhoben worden und nach Deutschland unterwegs war, um seinen Regentenanspruch durchzusetzen. Als ihr Cousin in Konstanz eintraf, war Beatrix bereits gestorben – 21 Tage nach ihrer Hochzeit. Infolge dieses Todes fielen stauferfreundliche Anhänger von Otto IV. ab.
Beatrix wurde im Braunschweiger Dom St. Blasii bestattet, ebenso wie ihr Ehemann Otto IV. sechs Jahre nach ihr. Das Grab des Kaiserpaars befand sich ursprünglich beim Grabmal von Ottos Eltern Heinrich dem Löwen und dessen Ehefrau Mathilde, wo seit 2009 eine anlässlich des 800. Jahrestags der Kaiserkrönung Ottos im Boden eingelassene Gedenkplatte an die beiden erinnert. Seit Herzog Anton Ulrich von Braunschweig-Wolfenbüttel 1707 die im Langhaus bestatteten Gebeine seiner Vorfahren, unter ihnen auch Otto IV. und Beatrix, exhumieren und in einer monumentalen Kalkstein-Tumba gemeinsam beisetzen ließ, liegen die beiden in dieser Tumba in der nördlichen Apsis des Doms.

## In der Kunst
- 1471: Martin Schongauer: Beatrix, Gemahlin Kaisers Otto IV. so nur vier Tage ihre Vermählung überlebte und in Braunschweig …[4]